# New Orleans spårväg

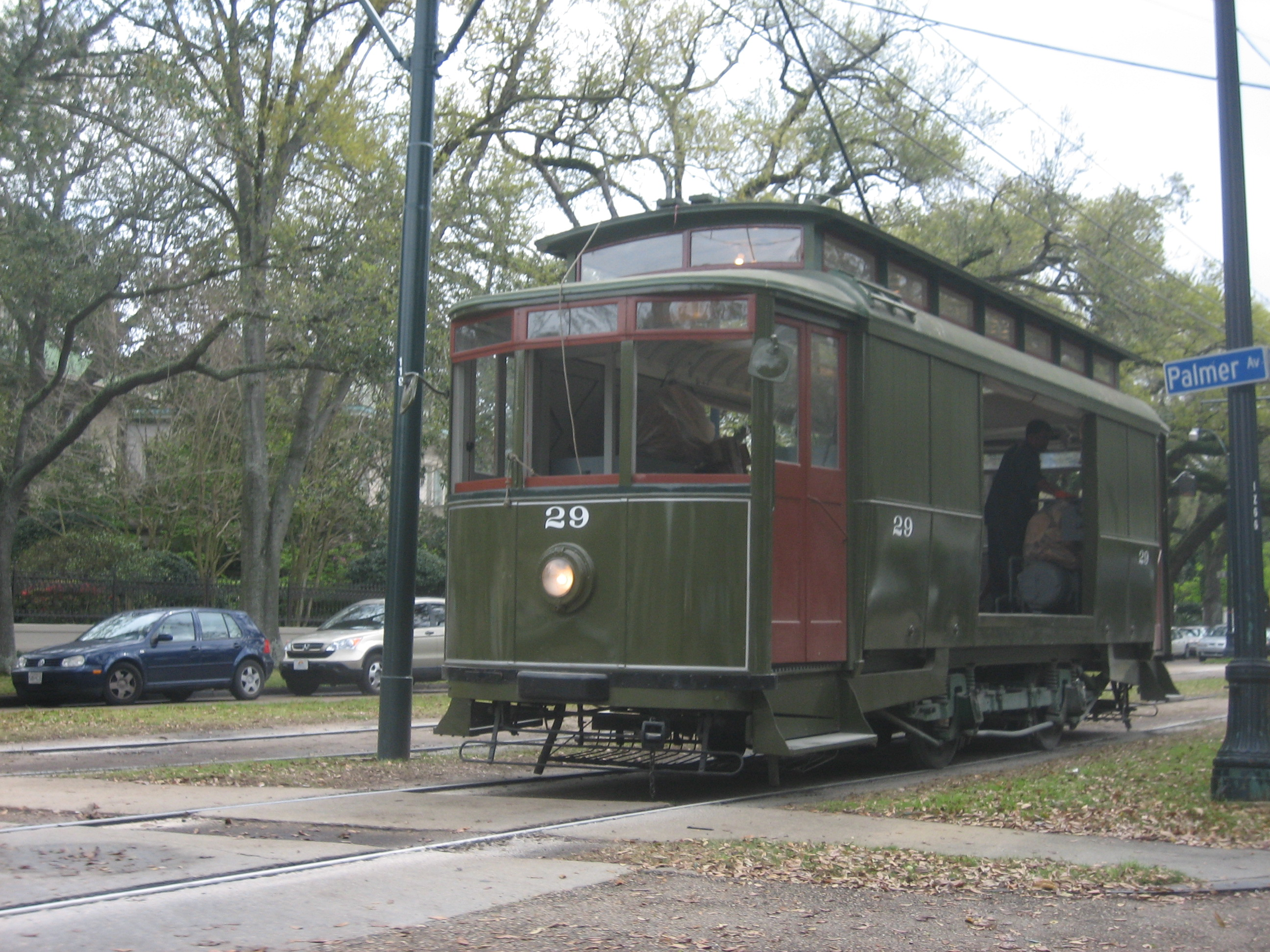
Den sista kvarvarande 1800-talsspårvagnen, tillverkad av Ford Bacon & Davis, på St. Charles Avenue 2008.

New Orleans spårväg är en amerikansk spårväg i New Orleans i Louisiana, som grundades på 1830-talet. St. Charles Avenue Line anses vara den äldsta i kontinuerlig drift i världen. Spårvägen drivs idag av New Orleans Regional Transit Authority.
Pontchartrain Railroad Company öppnade den första hästdragna, spårbundna trafiken i New Orleans 1831 med en omkring 9 kilometer linje mot  
Lake Pontchartrain. Året därpå introduceras en ångdriven vagn och spårvägen trafikerades därefter av bägge sorters spårvagnar.
New Orleans and Carrollton Railroad öppnade sin första spårvägslinje 1835.
Under andra hälften av 1800-talet uppstod ett antal bolag med hästdragna spårvagnar för trafik i olika delar av stan. 
År 1893 började trafik med eldrivna spårvagnar. Efter några år hade nästan alla sex spårvägsbolag i stan gått över till eldrift, även den enda med ångdrift. De övriga tidigare hästdragna linjerna lades ned. Övergången ledde till att bolagen började konsolideras i färre företag. Till slut tog 1902 New Orleans Railways Co. (från 1905 New Orleans Railway and Light Co. och från 1922 New Orleans Public Service Incorporated) över all spårvagnstrafik i staden. 
Bussar började användas från 1924. Efter andra världskriget ersattes flertalet spårvagnslinjer av busstrafik. Den näst sista, Canal Sreet Line, blev busslinje 1964, medan St. Charles Avenue Line bevarades som en k-märkt spårvagnslinje.  
Lokaltrafiken togs över 1979 och 1983 av det kommunala New Orleans Regional Transit Authority.

## Linjenät
Det finns idag fem spårvägslinjer:
- St. Charles Avenue Line
- Riverfront Line
- Canal Street Line, vilken har två grenar
- Loyola Avenue Line och Rampart/St. Claude Line, vilka körs som en genomgående linje

St. Charles Avenue Line är den enda som trafikerats utan avbrott genom stadens spårvägshistoria, med enda undantag under en period efter orkanen    Katrina i augusti 2005. Då slogs hela spårvägsnätet ut. St. Charles Avenue Line återöppnades delvis i december 2006. Övriga linjer ersattes av busslinjer under ett antal år från slutet av 1940-talet till tidiga 1960-talet. I slutet av 1900-talet började spårtrafiken komma tillbaka, med början med den korts Riverfront Line 1988. År 2004 återkom spårvagnar på Canal Street.

## Spårvagnsflotta
På St. Charles Avenue Line används spårvagnar av den typ, som var vanlig i hela USA i början av 1900-talet. Flertalet spårvagnar på denna linje är tillverkade av Perley Thomas på 1920-talet.
Till skillnad från andra spårvägsstäder i USA introducerade inte New Orleans PCC-spårvagnar på 1930- och 1940-talen och har inte heller under senare tid bytt till låggolvsspårvagnar.
Regional Transport Authority:s verkstäder har i stället byggt egna moderna spårvagnar med samma utseende som de äldre spårvagnarna. Sju spårvagnar byggdes för Riverfront Line 1997 och 24 för den återupptagna Canal Street Line 1999 och 2002-2003. De nya vagnarna är målade i klarrött, medan de äldre på St. Charles Avenue Line är gröna.
Det finns också en veteranspårvagn från 1890-talet som används för underhåll och för speciella ändamål. 
| Bild | Modell         | Tillverkare                            | Tillverkade år  | I tjänst | Antal tillverkade | Antal i tjänst | Sittplatser |
| ---- | -------------- | -------------------------------------- | --------------- | -------- | ----------------- | -------------- | ----------- |
|      | 900 Series     | Perley A. Thomas Car Works             | 1923–1924       | 1923–    | 73                | 35             | 52          |
|      | 457-463 Series | New Orleans Regional Transit Authority | 1997            | 1997–    | 7                 | 7              | 40          |
|      | 2000 Series    | New Orleans Regional Transit Authority | 1999, 2002–2003 | 1999–    | 24                | 24             | 40          |